# Althorp
Althorp is een civil parish in het Engelse graafschap Northamptonshire. Het landgoed is in eigendom van de adellijke familie Spencer.
Gelegen op anderhalf uur rijden van Londen, is op het landgoed tegenwoordig een museum gevestigd ter nagedachtenis aan Diana, prinses van Wales, die dochter was van de achtste graaf Spencer en in haar jeugd op Althorp gewoond heeft. Diana ligt begraven op een eilandje in de grote vijver van Althorp.